# Empire State Building
Empire State Building je 102patrová budova postavená ve stylu art deco, nacházející se v New Yorku v USA na křižovatce Páté Avenue a West 34th Street. Po svém dokončení v roce 1931 se stala na více než 40 let nejvyšší budovou světa, v roce 1972 ji překonala severní věž Světového obchodního centra. Po zřícení budov při teroristických útocích 11. září 2001 se Empire State Building stala nejvyšší budovou New Yorku a třetí nejvyšší v USA (hned po Willis Tower a Trump International Hotel and Tower). Roku 2013 však byla dostavěna náhrada za „dvojčata“, nové světové obchodní centrum nazvané One World Trade Center, které svou výškou Empire State Building opět překonalo. Aktuálně je Empire State Building sedmou nejvyšší budovou v New Yorku. V roce 1986 se budova zařadila na seznam národních kulturních památek. Budova je vlastněna a řízena společností W & H Properties. Je neodmyslitelnou součástí města, podobně jako Eiffelova věž patří k Paříži.

## Historie

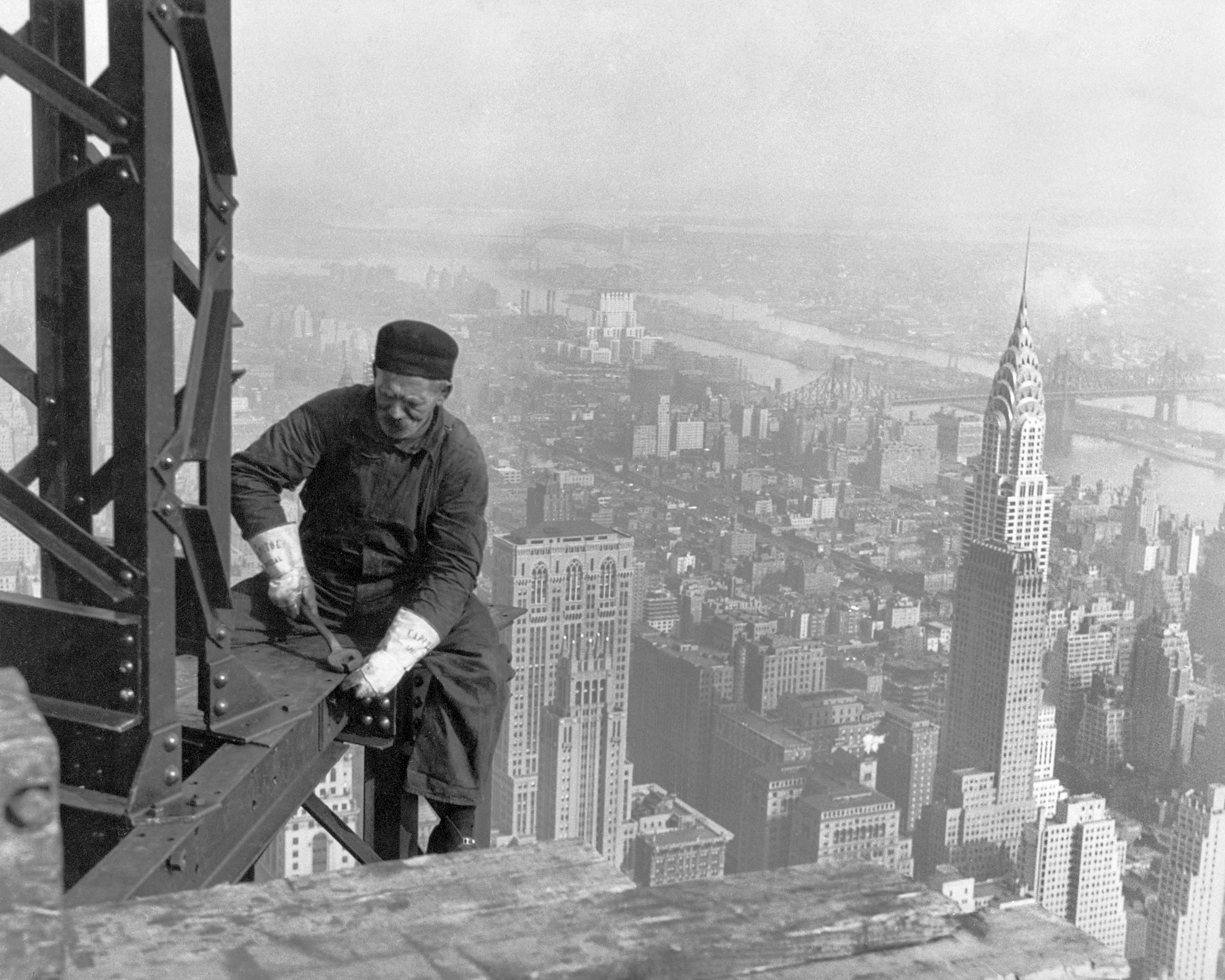
Lewis Hine: Práce na ESB, v pozadí Chrysler Building, 1930

Empire State Building navrhl William F. Lamb z architektonické firmy Shreve, Lamb a Harmon, stavební výkresy byly navrženy za pouhé dva týdny, byly ovšem inspirovány předchozími plány pro Reynolds Building ve Winston-Salem v Severní Karolíně a Carew Tower v Cincinnati v Ohiu. Původní návrh počítal pouze s 80patrovou budovou, ale poté, co se navýšila plánovaná výška Chrysler Building, byla podstatně zvednuta i výška Empire State Building.
Generální dodavatelé byli Starrett Brothers and Eken (Starrettovi bratři a Eken) a projekt financovali především John J. Raskob a Pierre S. du Pont. Stavební firmě předsedal Alfred E. Smith, bývalý guvernér státu New York. Společnost James Farley's General Builders Supply Corporation dodala stavební materiály. Pozemky byly koupeny od Williama Waldorfa Astora. Ten na daném místě předtím postavil původní hotel Waldorf Astoria, který musel být zbourán.

### Výstavba
První výkopové práce začaly 22. ledna 1930, stavba základů budovy začala symbolicky 17. března, na Den svatého Patrika, patrona New Yorku, před davem 5 tisíc lidí. Na stavbě pracovalo asi 3400 zaměstnanců, převážně přistěhovalců z Evropy. Podle oficiální zprávy zemřelo během stavby 5 pracovníků. Všichni zemřeli následkem pádu z výšky, protože tehdy pracovali bez lanového zajištění. Stavební tempo bylo obrovské, v průměru bylo postaveno 4 a půl patra za jeden týden. Budova byla slavnostně otevřena 1. května 1931, tehdejší prezident Herbert Hoover pouhým stisknutím tlačítka rozsvítil osvětlení mrakodrapu přímo z Washingtonu, vzdáleného od New Yorku asi 430 km.

### Problémy po otevření
V době otevření probíhala Velká hospodářská krize, kvůli které nebyla pronajata velká část kancelářských prostor. Nízké poptávce po kancelářích také napomohl fakt, že budova byla tehdy postavena na nepříliš vhodném místě, poměrně daleko od dopravního spojení. Kvůli nízkému počtu nájemníků se budově začalo přezdívat Empty State Building (empty = prázdný). V roce 1951 musela být budova kvůli finančním potížím prodána za 34 milionů dolarů.

### Držení výškového prvenství

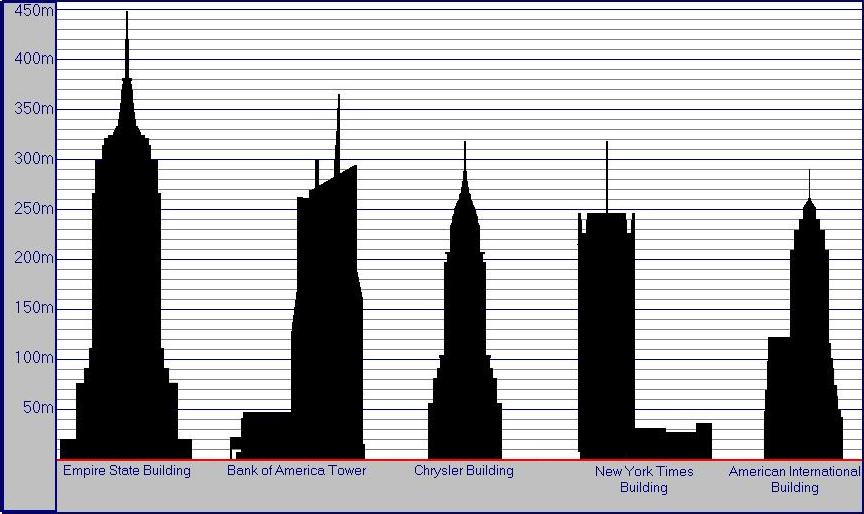
Pět nejvyšších budov v New Yorku v roce 2012

Empire State Building byla 23 let nejvyšší člověkem postavenou stavbou světa, a to až do roku 1954, kdy ji překonal vysílač Griffin Television Tower Oklahoma. Byla 36 let nejvyšší volně stojící stavbou, v roce 1967 ji překonala Televizní věž Ostankino. Budova držela rekord ve výšce 42 let, dokud jej nepřerušila dostavba severní věže Světového obchodního centra v roce 1973. Po teroristických útocích z 11. září 2001 a následném zřícení obou věží WTC se Empire State Building opět stala nejvyšší stavbou New Yorku a druhou nejvyšší v USA (hned po Willis Tower). V současnosti je považován za čtvrtou nejvyšší budovu v USA. V roce 2009 byl dostavěn mrakodrap v Chicagu s názvem Trump International Hotel and Tower a v roce 2013 byl dokončen také newyorský One World Trade Center v bezprostřední blízkosti památníku na místě zvaném Ground zero (oficiální název je 09/11 Memorial). V budoucnosti si Empire State Building ve výškovém srovnání ještě pohorší, protože se počítá s výstavbou mrakodrapu Chicago Spire. I tato budova by měla přesáhnout hranici 500 metrů.

### Sebevraždy

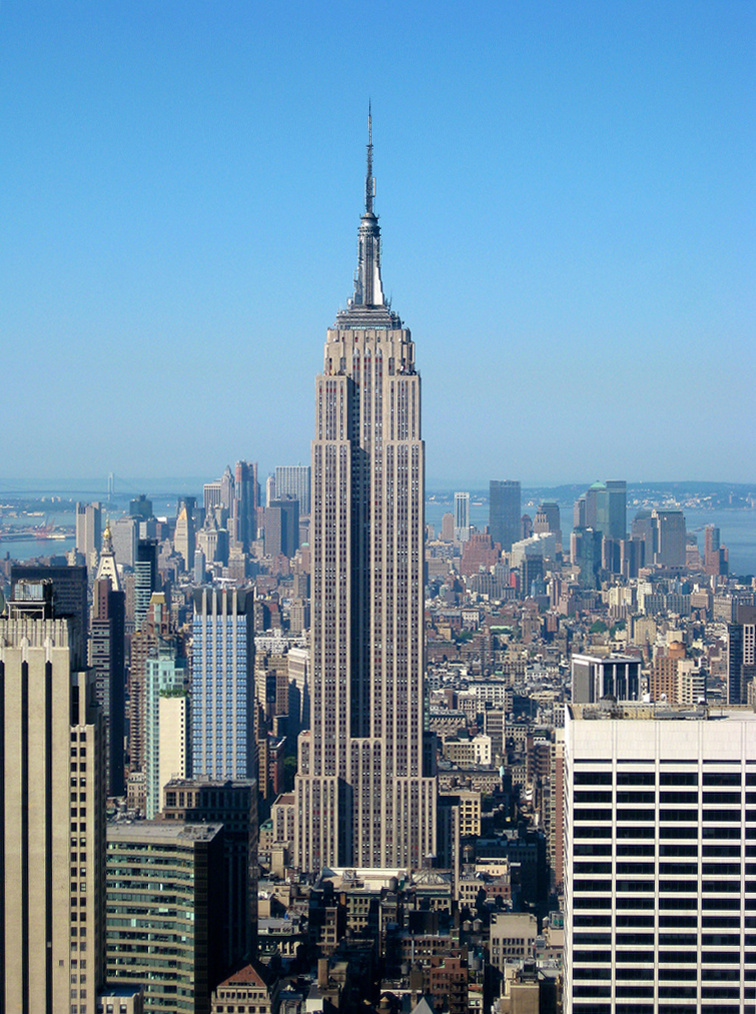
Pohled na Empire State Building z vrcholu budovy Rockefeller Center.

V průběhu existence budovy spáchalo sebevraždu skokem z vrchních pater budovy více než 30 lidí. K první sebevraždě došlo ještě před dokončením stavby, tehdy spáchal sebevraždu propuštěný zaměstnanec. V roce 1947 byl na vyhlídkové terase namontován plot poté, co se během jednoho týdne pokusilo skočit pět lidí.

### Havárie letadla
Vinou chybné navigace v mlze narazil do severní strany budovy mezi 79. a 80. patrem 28. července 1945 dopoledne americký bombardér B-25, který pilotoval William F. Smith junior. Při neštěstí zahynulo 11 lidí pracujících v 79. patře a tři členové posádky letounu. Betty Lou Oliver tehdy obsluhovala výtah, ten se kvůli nárazu zřítil o 75 pater, pád ale přežila a je dodnes zapsána v Guinnessově knize rekordů. Při nárazu jeden motor spadl do výtahové šachty, kde způsobil požár, ten byl uhašen po 40 minutách. Druhý motor proletěl budovou a skončil jeden blok za ní, na střeše jiné budovy. Nárazem ani následným výbuchem nebyla narušena statika budovy a škody byly vyčísleny na 1 milion dolarů. Budova byla opět otevřena hned následující týden.

### Nástupní stanice pro vzducholodě
Nejvyšší plocha budovy byla původně navržena pro kotvení vzducholodí. 102. patro mělo sloužit jako přistávací plocha. Mezi 102. a 86. patrem byl vybudován výtah pro cestující, kteří měli být v 86. patře odbavováni. Po několika pokusech se vzducholoďmi se od plánu upustilo, protože se ukázal jako nepraktický a krajně nebezpečný.

### Ostatní
- V roce 1951 v budově krátce sídlilo nově vzniklé československé vysílání rozhlasové stanice Rádio Svobodná Evropa pod vedením Ferdinanda Peroutky.
- 24. února 1997 palestinský ozbrojenec postřelil na vyhlídce šest lidí a jednoho zabil, poté zastřelil i sám sebe.

## Architektura

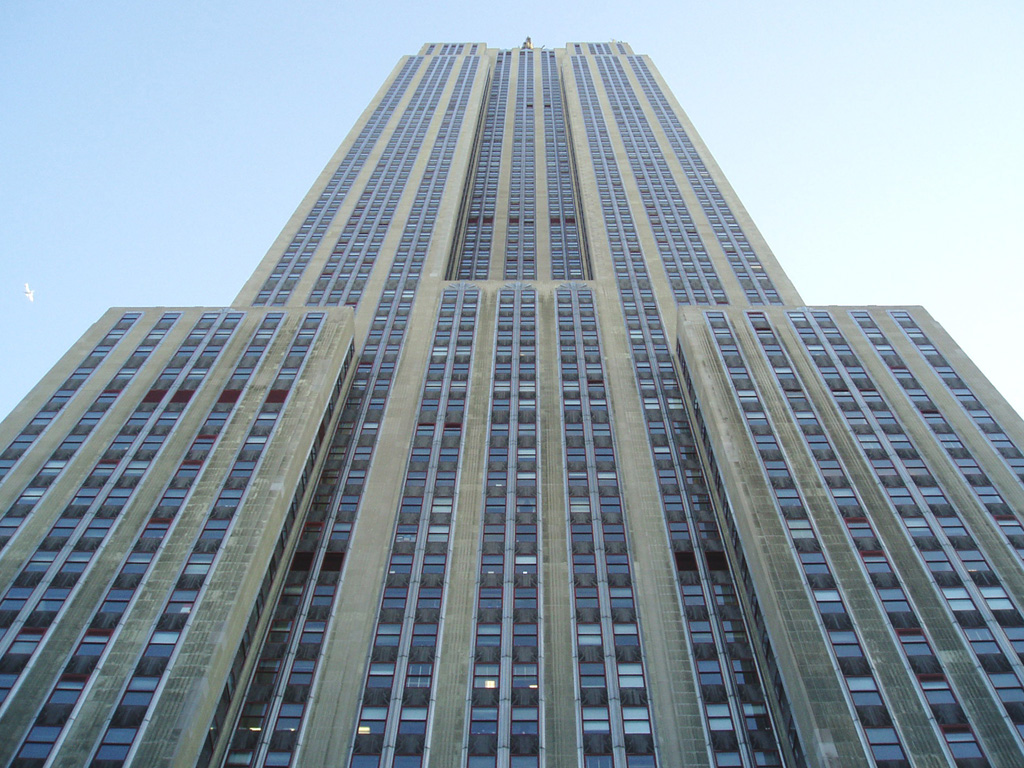
Empire State Building

Tato 102patrová budova dosahuje výšky 448 metrů, ale její uznávaná výška je 381 m, anténa se do ní nepočítá, protože byla přistavěna až delší dobu po dokončení stavby. V budově se nachází 85 pater využívaných pro kancelářské a obchodní účely. V 86. patře se nachází vnitřní i venkovní vyhlídková terasa. Zbylých 16 pater se nachází v úzké věži, ta končí 102. patrem, na kterém je vyhlídka a nad ní se tyčí 67 m vysoká anténa. Na samotném vrcholu je hromosvod, který bývá až 40× za rok zasažen bleskem.
V době svého vzniku to byla první stavba na celém světě, která měla víc než 100 pater. Má 6 500 oken a 73 výtahů. Její celková podlahová plocha je 257 211 m². Hmotnost budovy je přibližně 370 000 tun. V budově se nachází 113 km potrubí a 760 km elektrických drátů. Budova je postavena z ocelové konstrukce a zdiva z bedfordského vápence. Bylo použito 60 000 tun oceli a 28 700 m² mramoru pro interiér. V budově sídlí asi 1 000 firem a denně zde pracuje asi 21 000 zaměstnanců. Má dokonce své vlastní směrovací číslo (10118). Hned po Pentagonu to je druhý největší kancelářský komplex v Americe.
Stavba trvala 1 rok a 45 dní s rychlostí 4,5 patra za týden. Je postavena ve stylu art deco, který byl pro 30. léta typický. Náklady na budovu činily 40 950 000 amerických dolarů. Samotné stavební náklady byly 24 718 000 dolarů.
Vstupní hala budovy s délkou 30 m zaujímá výšku celých tří pater a nachází se kolem výtahů ve středu budovy. Její interiér je proveden převážně z mramoru, zdobeného motivy sedmi divů světa (jako osmý div je prezentována samotná Empire State Building). Naproti vchodům z 33. a 34. ulice se nachází markýzy z oceli a hliníku. Základy zasahují 17 m pod povrch. Budova nyní prochází renovací, aby byla energeticky a ekologicky úspornější, tato renovace si vyžádala 120 milionů dolarů. Odhadované celkové náklady mají dosáhnout 0,5 miliard dolarů.

### Reflektory

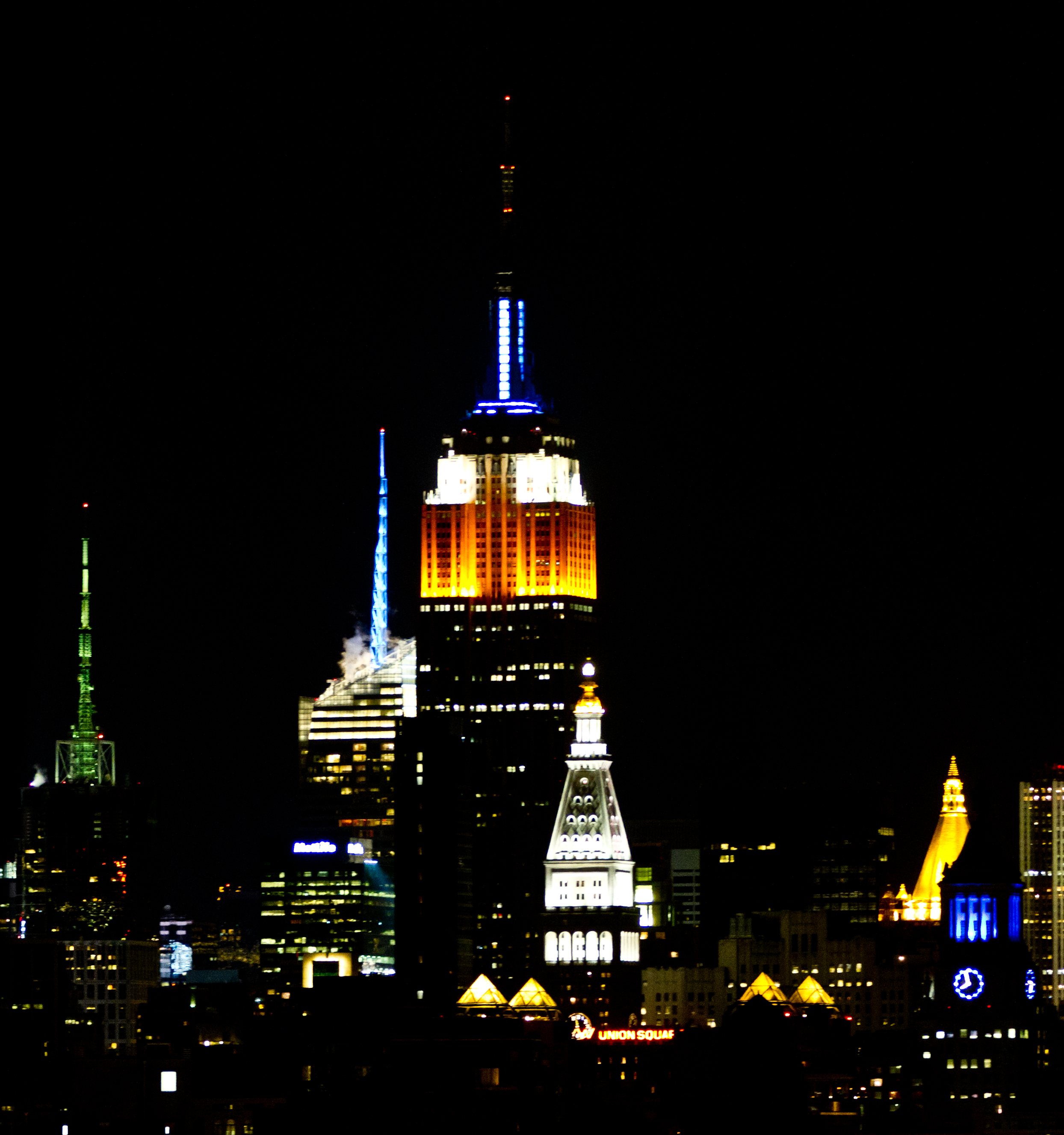
Osvětlení ESB

V roce 1964 byly přidány reflektory osvětlující vrchní část budovy. Osvětlení se provádí různými barvami, ty se různě střídají podle daných kalendářních událostí (např. Den svatého Patrika, Vánoce, Silvestr, Den nezávislosti apod.). Několik měsíců po zničení Světového obchodního centra byl mrakodrap osvětlen národními barvami (červenou, bílou a modrou). Barvy se mění, i když má některý newyorský sportovní klub domácí zápas, mrakodrap pak svítí klubovými barvami. Měnily se i například v roce 1995 při vydání operačního systému Windows 95 (modrá, červená, žlutá a zelená), při probíhajícím tenisovém turnaji US Open (žlutá), žlutě také svítila v roce 2007 při uvedení filmu Simpsonovi ve filmu do kin a mnoha dalších akcích.
V roce 2014 zhasla všechna světla budovy na dobu 15 minut kvůli smrti herečky a kaskadérky Pauline Wagnerové, která v závěrečné scéně filmu King Kong zastupovala jeho hlavní hvězdu Fay Wray (zemřela v roce 2004). Nejznámější scéna, při níž King Kong zemře, se odehrává právě na této budově. Světla zhasla společně s celým městem i v roce 2008 při akci Hodina Země, tehdy byla vypnutá přesně jednu hodinu.

### Vyhlídky
Empire State Building je jedna z nejpopulárnějších venkovních vyhlídek na světě, nabízí pohled na celý New York, ale i New Jersey a další města. Navštívilo ji doposud více než 110 milionů lidí. První vyhlídka se nachází v 86. patře, druhá je pak ve 102. patře. Cesta výtahem z lobby budovy do 86. patra trvá méně než jednu minutu. Vyhlídka je otevřená denně od 08:00–23:15 hodin, ve čtvrtek, pátek a v sobotu se zavírá až ve 2:00 hodiny. Cena vstupenky je 27 dolarů (rok 2013, pro seniory 24 dolarů). Za první celý rok provozu (1933) vydělala terasa 2 miliony dolarů, což byla – kvůli nedostatku nájemníků – stejná částka jako z nájmu z prvního roku.

## Vysílací stanice

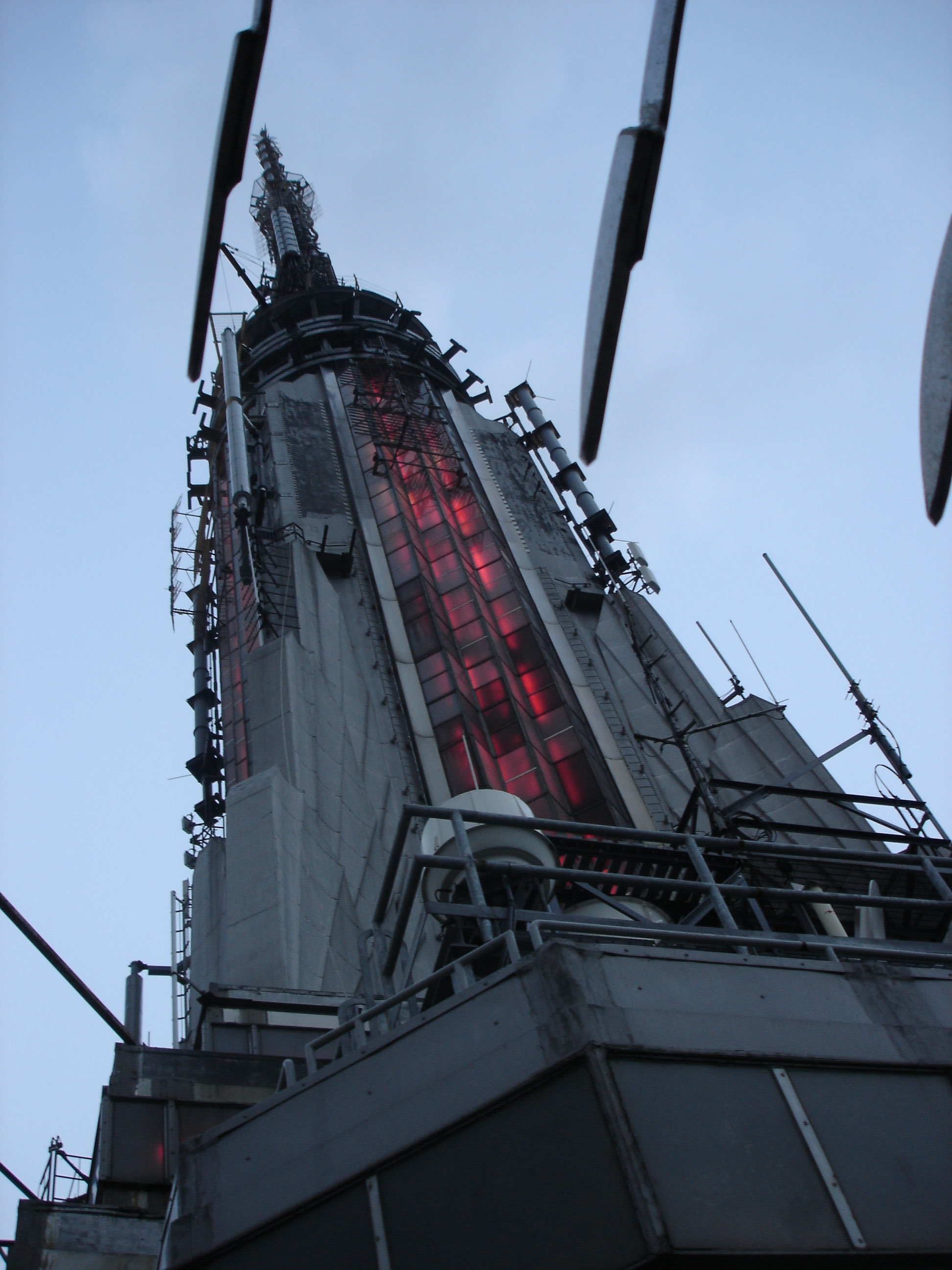
Anténa Empire State Building

New York je největší mediální trh na světě. Po zřícení věží Světového obchodního centra se téměř všechny newyorské televizní kanály a rádiové stanice přesunuly na Empire State Building.
První rozhlasové AM vysílání zde začalo 22. prosince 1931. Vysílat začala stanice RCA. V roce 1934 bylo nainstalováno zařízení pro FM vysílání, poté bylo odstraněno a začala zde vysílat první televize W2XBS kanál 1 (později WNBT kanál 1, dnes WNBT-TV kanál 4). Dnešní FM stanice WQHT začala vysílat v roce 1940. Postupně přibývaly další stanice a byla potřeba výstavba větší antény, ta se začala využívat v roce 1953. Po dostavění Světového obchodního centra se většina stanic přesunula na něj. Anténa na Empire State Building tak byla méně využívána a mohla začít její rekonstrukce.
V roce 2009 vysílaly z budovy tyto stanice:
- TV: WCBS-TV 2, WNBC-TV 4, WNYW 5, WABC-TV 7, WWOR-TV 9 Secaucus, WPIX-TV 11, WNET 13 Newark, WNYE-TV 25, WPXN-TV 31, WXTV 41 Paterson, WNJU 47 Linden, a WFUT-TV 68 Newark
- FM: WXRK 92,3, WPAT-FM 93.1 Paterson, WNYC-FM 93.9, WPLJ 95,5, WXNY 96,3, WQHT-FM 97.1, WSKQ-FM 97.9, WRKS-FM 98.7, WBAI 99,5, WHTZ 100,3 Newark, WCBS-FM 101.1, WRXP 101.9, WWFS 102,7, WKTU 103,5 Lake Success, WAXQ 104,3, WWPR-FM 105.1, WQXR-FM 105,9 Newark, WLTW 106,7, a WBLS 107.5

## Závod v běhu po schodech
Od roku 1978 se zde každoročně koná závod v běhu po schodech z přízemí do 86. patra. Závodníci musí překonat výškový rozdíl 320 m a vyběhnout 1 576 schodů, aby dosáhli cíle. Rekord drží australský profesionální cyklista Pavel Crake, který v roce 2003 zdolal toto schodiště za 9 minut a 33 sekund.

## Empire State Building v kultuře

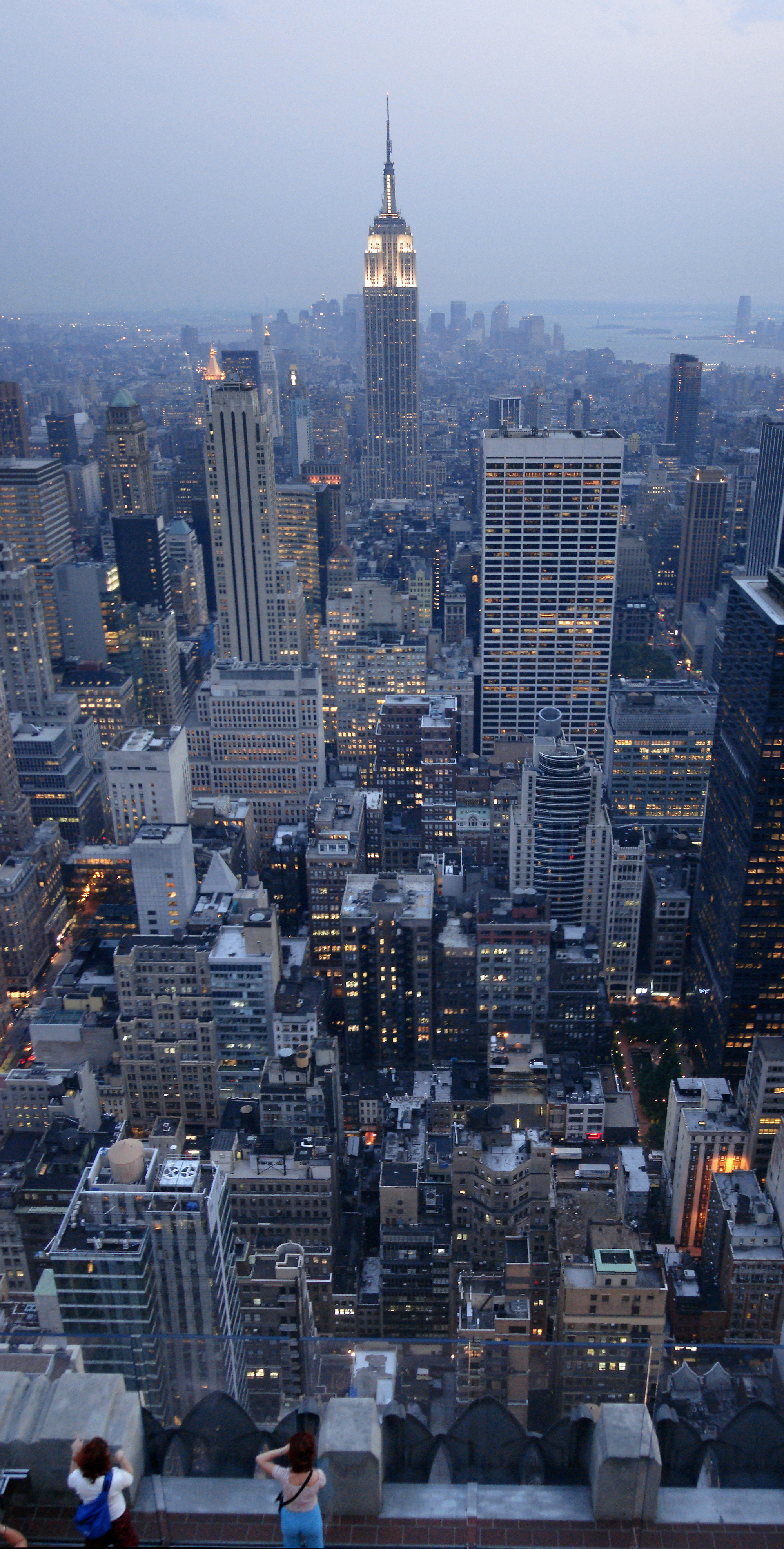
Pohled na ESB a Manhattan

### Filmy a seriály
Snad nejznámější roli má mrakodrap ve filmu King Kong z roku 1933, kde na něj šplhá a umírá na něm obrovský op. Při 50. výročí tohoto filmu v roce 1983 byl obří nafukovací King Kong umístěn na střechu budovy.
V roce 1939 ve filmu Milostný románek (Love Affair) posloužila vyhlídková terasa jako místo pro velké romantické setkání. Ve filmu Samotář v Seattlu měla stejnou funkci.
Ve filmu Den nezávislosti útočí vetřelci na New York a budova je centrem útoku. Budova je po zásahu zbraní roztříštěna a touto ranou mimozemšťané srovnají skoro celé město se zemí.
Kanál Discovery Channel vyzkoušel v pořadu Bořiči mýtů pravdivost mýtu, který tvrdí, že když hodíme z vrcholu budovy minci, může dole na ulici někoho zabít nebo udělat díru v chodníku. Zkouška ukázala, že padající mince má rychlost 105 km/h, což není rychlost, která by mohla poškodit chodník nebo způsobit smrtelné zranění. Mýtus tak byl vyvrácen.
Mrakodrap se stal rovněž ústředním bodem jednoho dílu britského sci-fi seriálu Doctor Who.
Mrakodrap byl rovněž natočen Andy Warholem v osmihodinovém filmu Empire.
Objevil se ve filmu Percy Jackson: Zloděj blesku jako vstup na Olymp v šestistém patře.
Budova Empire State Building se objevila v seriálu How I Met Your Mother (v překladu Jak jsem poznal vaši matku).

### Ostatní
Stavba se objevila i ve známé počítačové hře Grand Theft Auto IV. Budova tam vypadá vzhledově stejně, jen má jiné jméno, a to Rotterdam Tower. K vidění je i ve hře Mafia II.

## Hlavní nájemníci
Alitalia, Croatian National Tourist Board, Filipino Reporter, Human Rights Watch, Polish Cultural Institute in New York, Senegal Tourist Office, TAROM, The King's College

### Bývalí nájemníci
China National Tourist

## Galerie

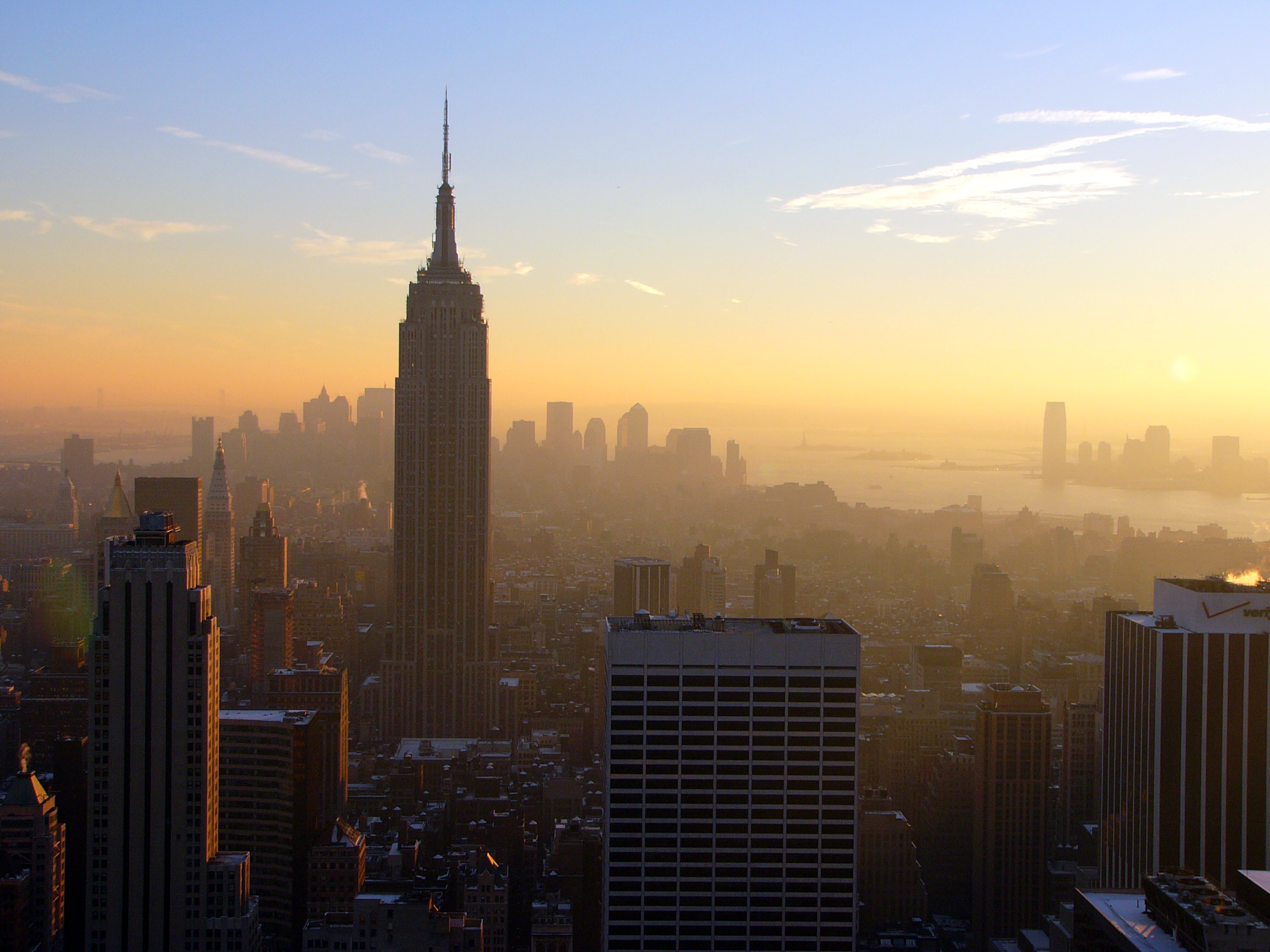
Budova je neodmyslitelnou dominantou Manhattanu.
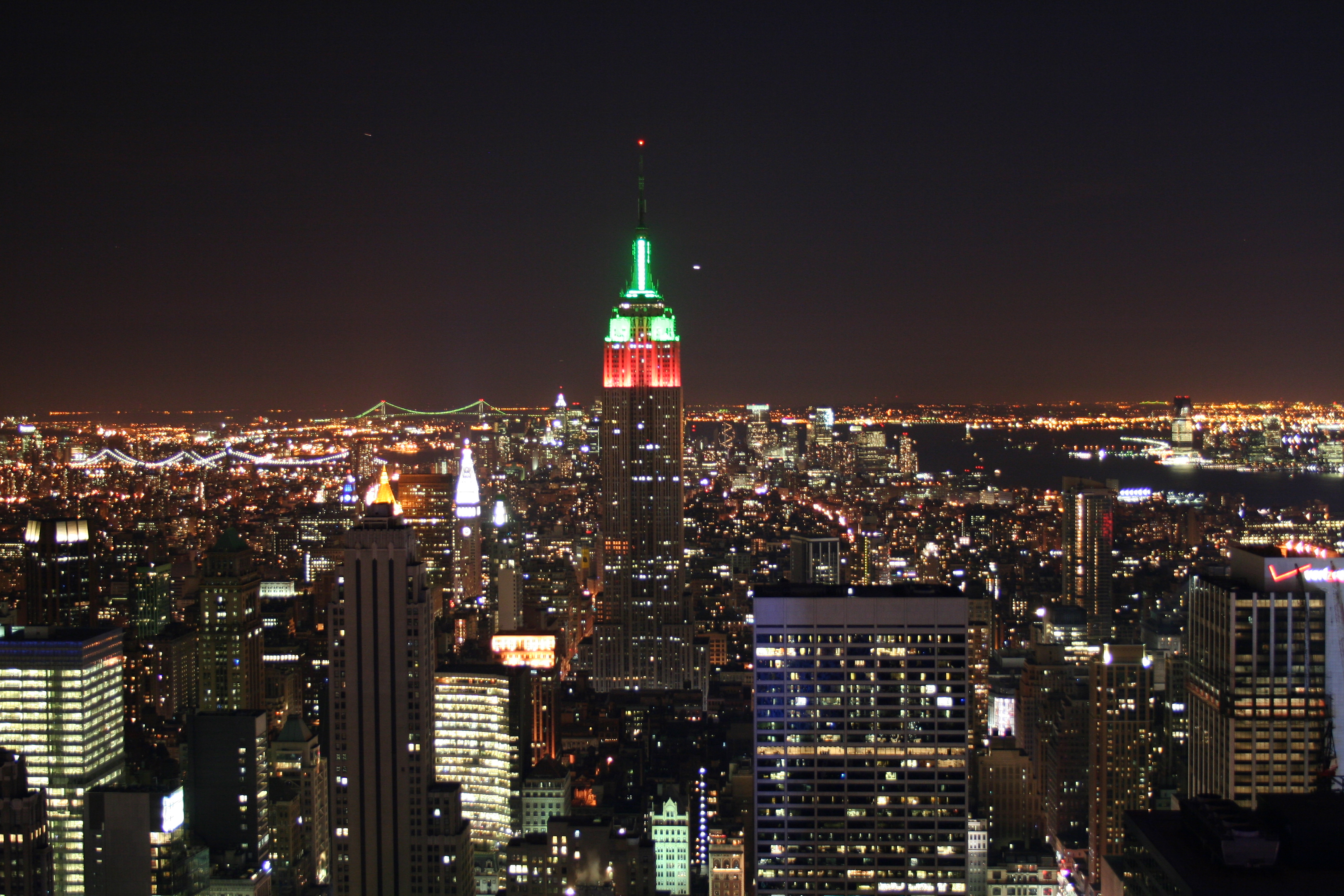
Empire State Building v noci
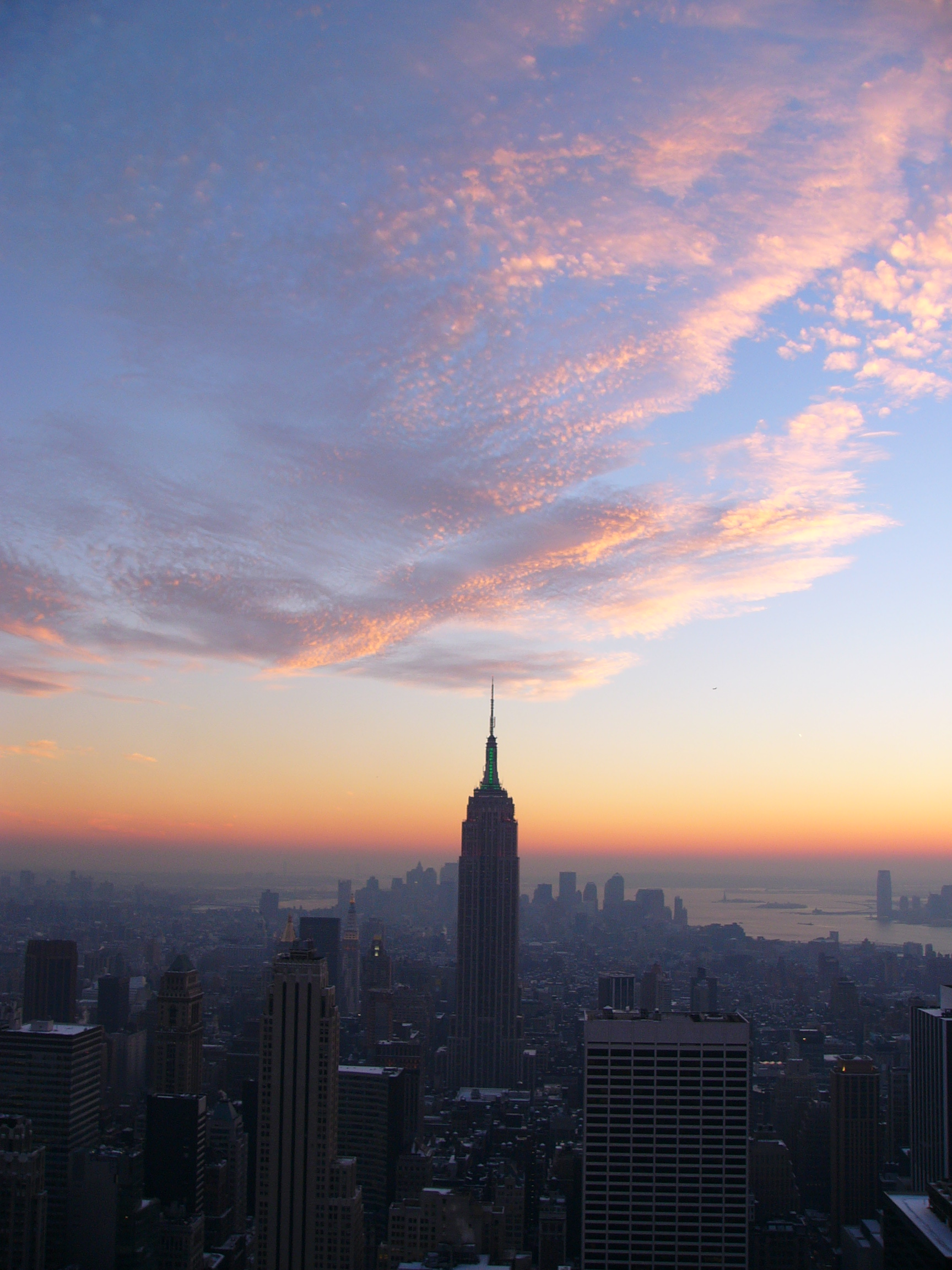
Empire State Building
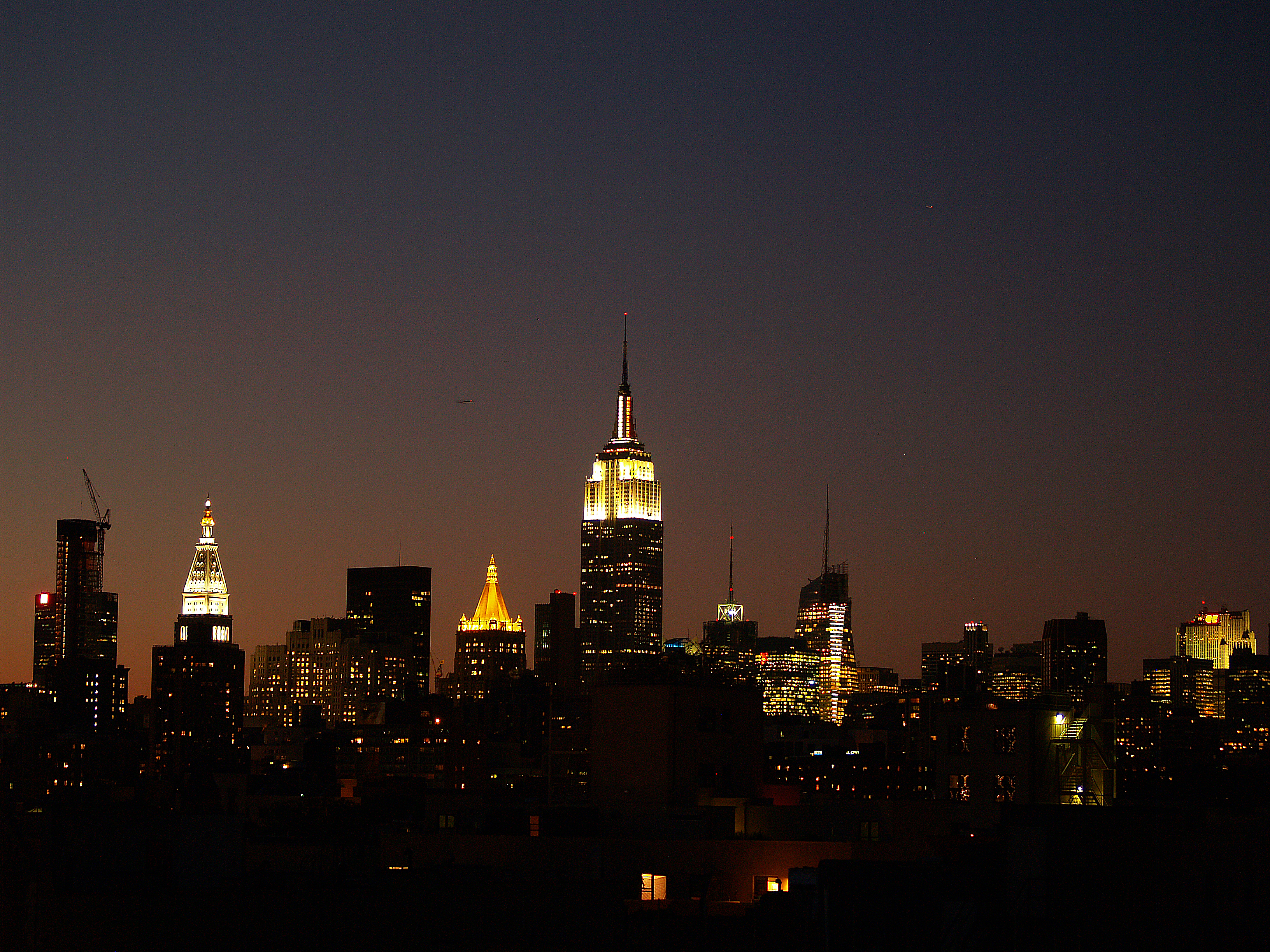
Empire State Building v noci
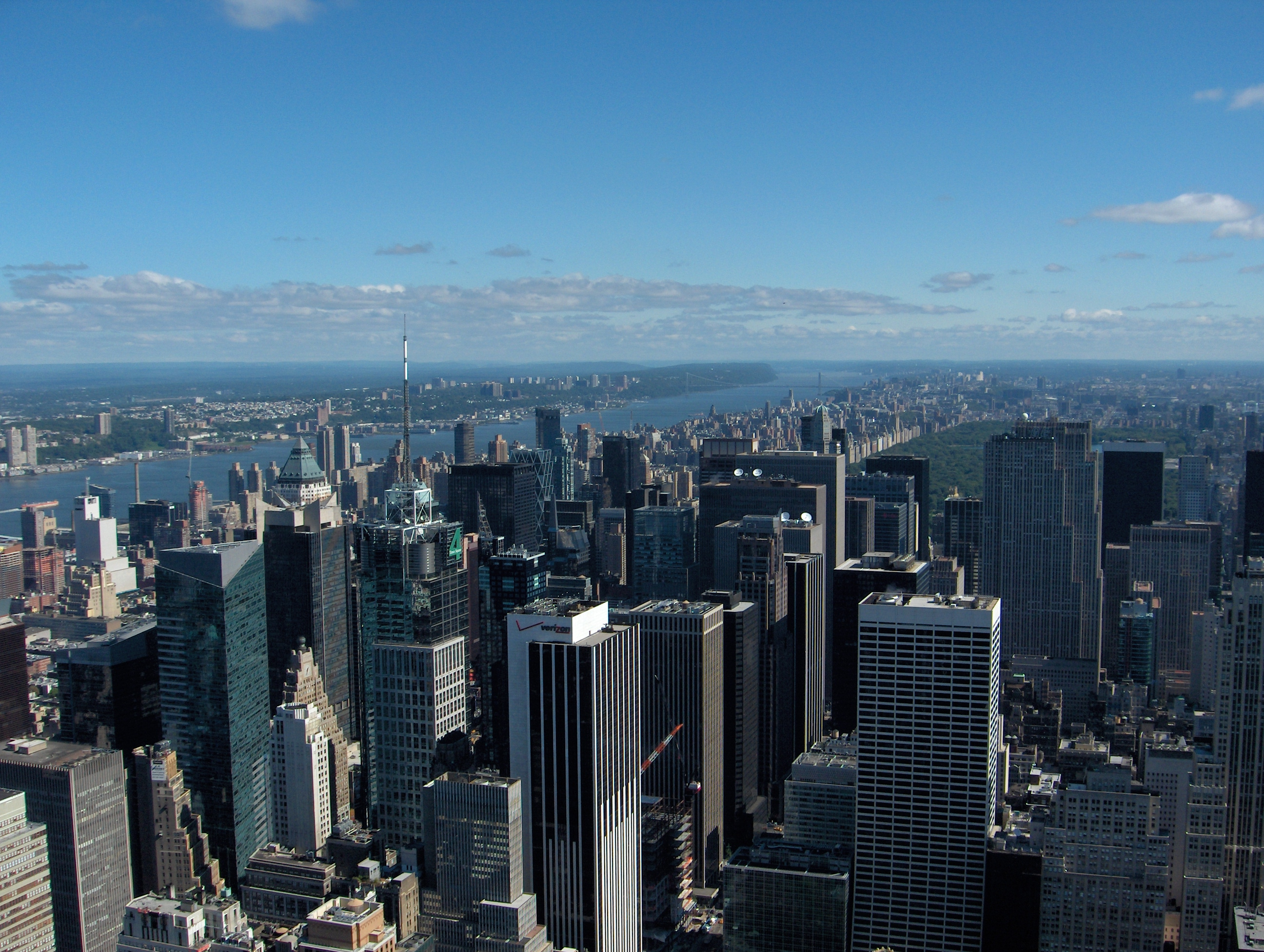
Pohled z Empire State Building
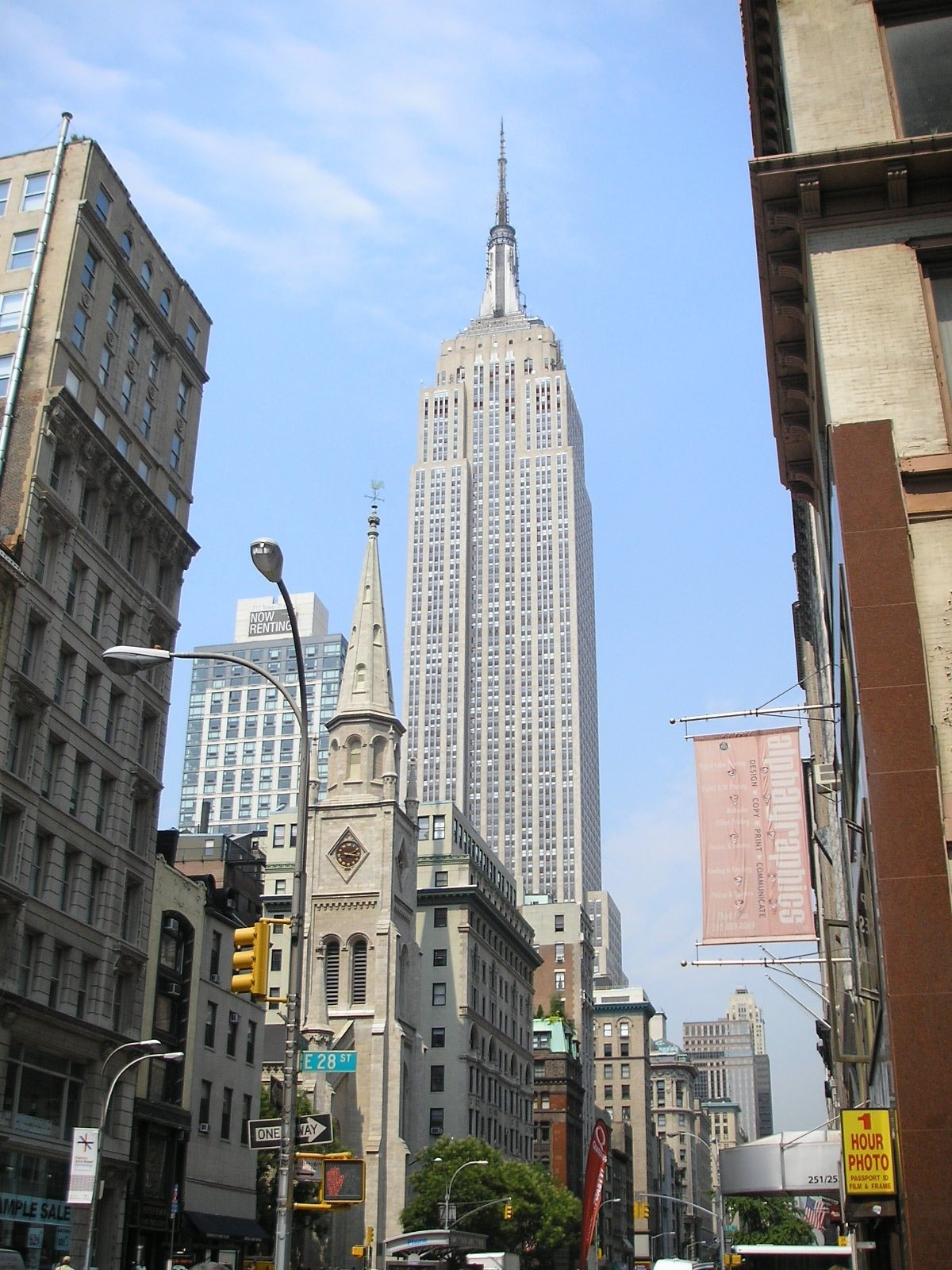
Empire State Building
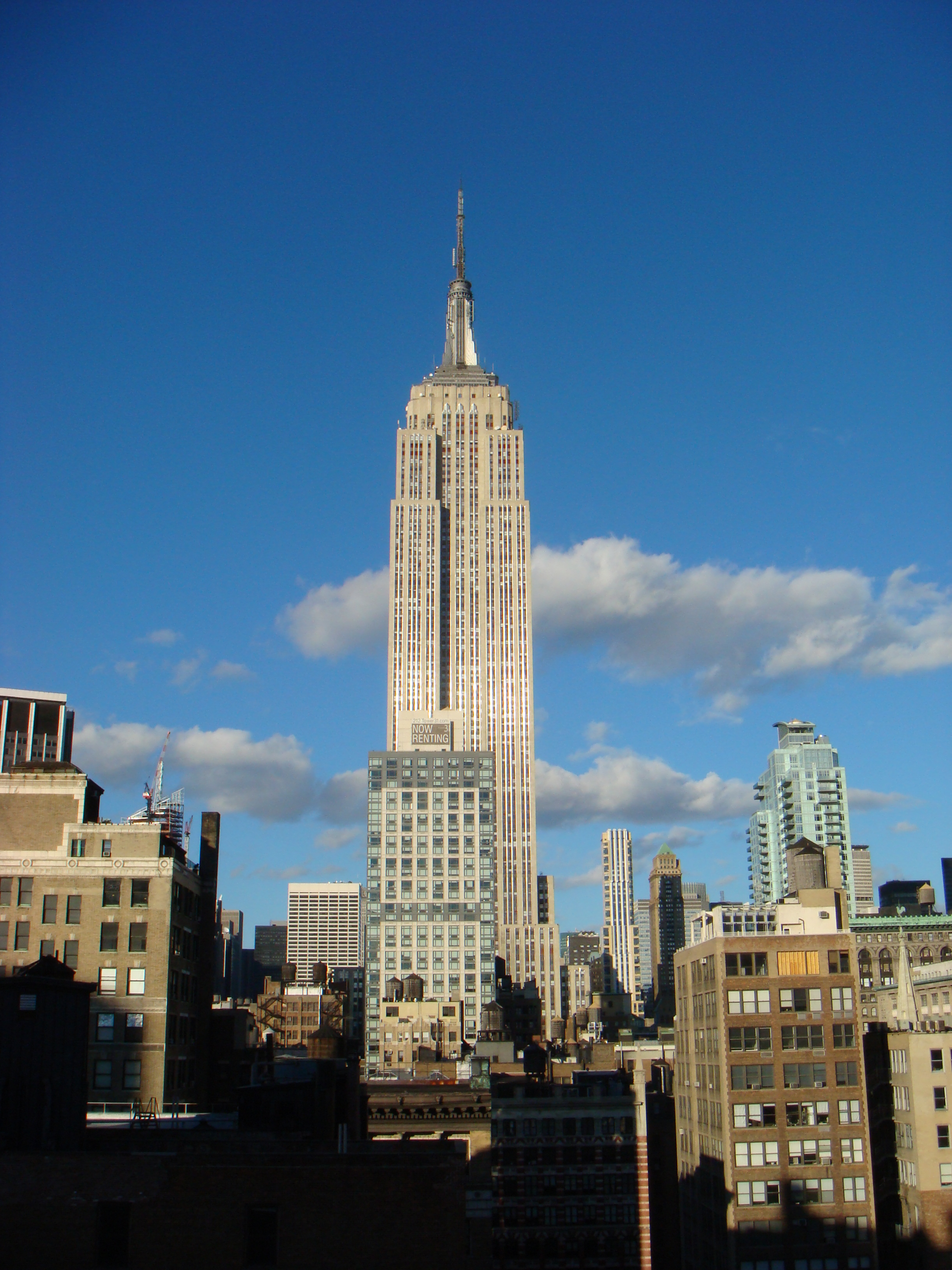
Empire State Building
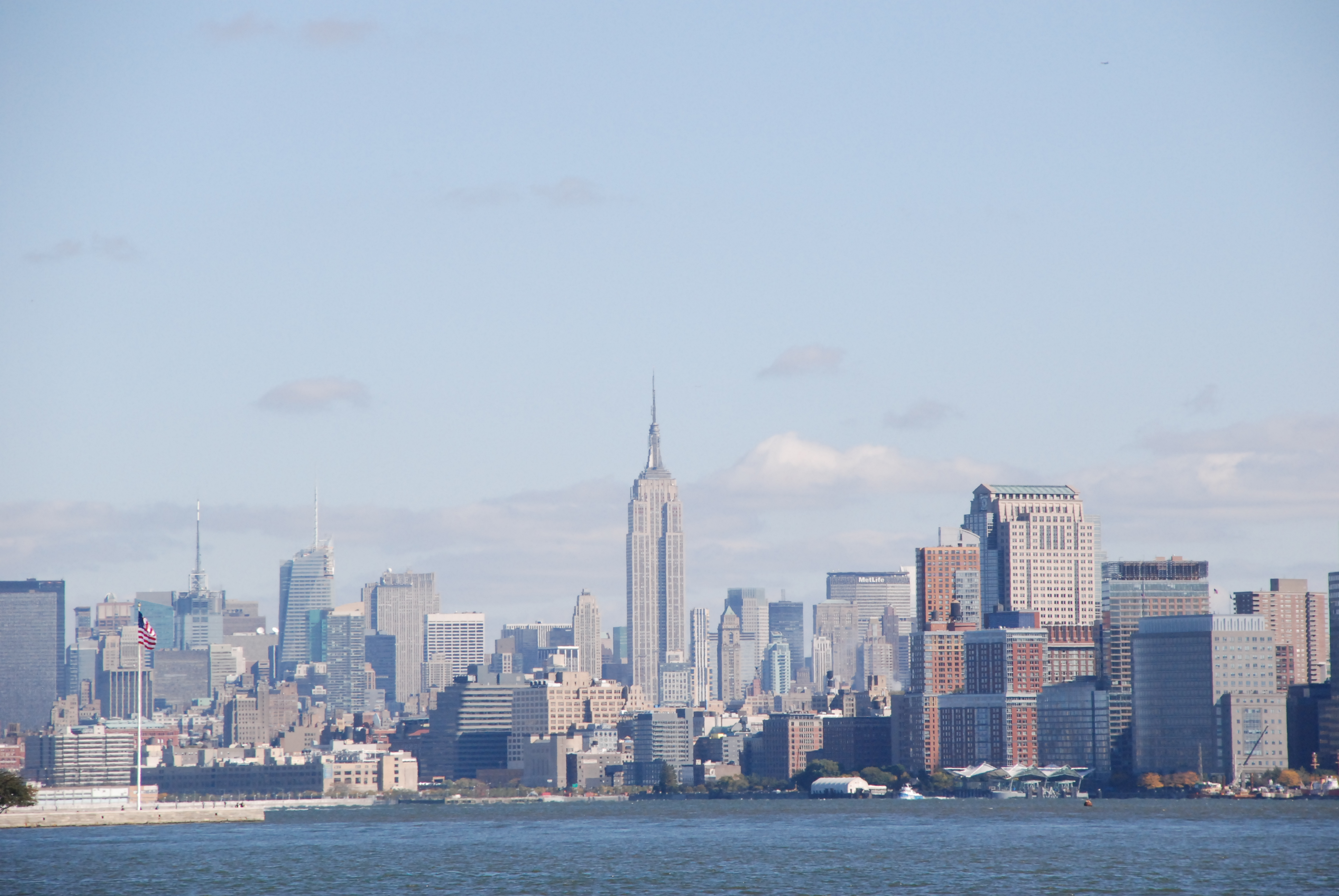
Empire State Building a okolní mrakodrapy
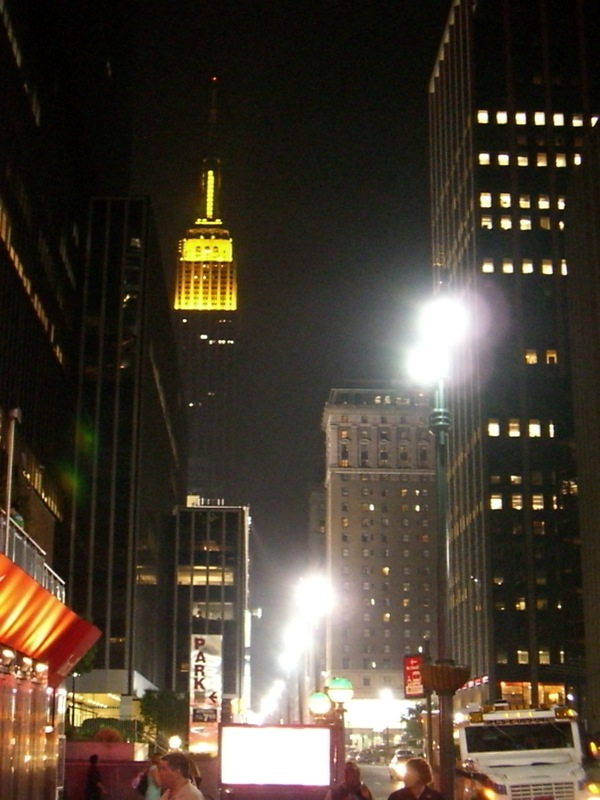
Žluté osvětlení budovy
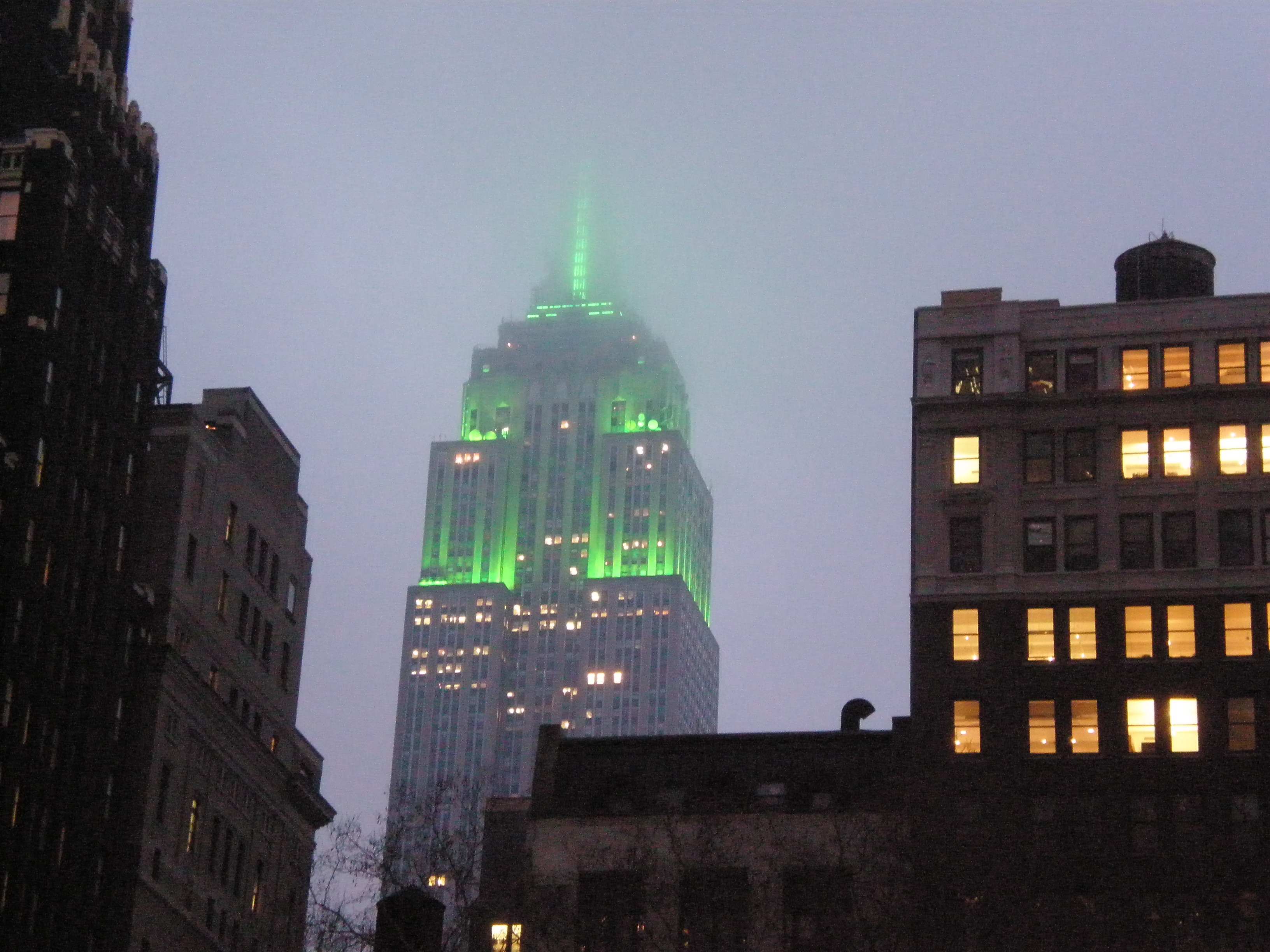
Zelené osvětlení budovy
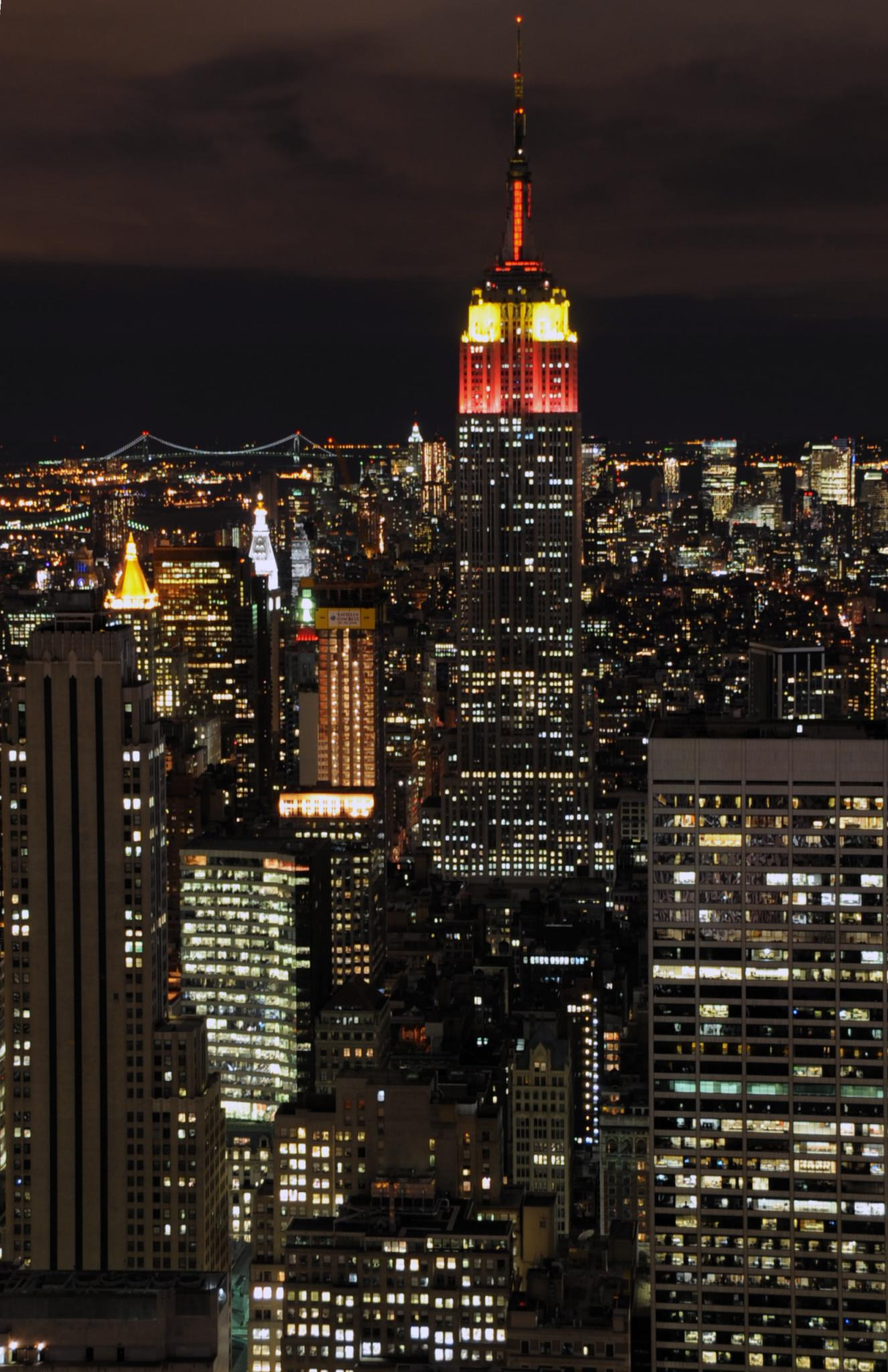
ESB v noci – červenožluté osvětlení
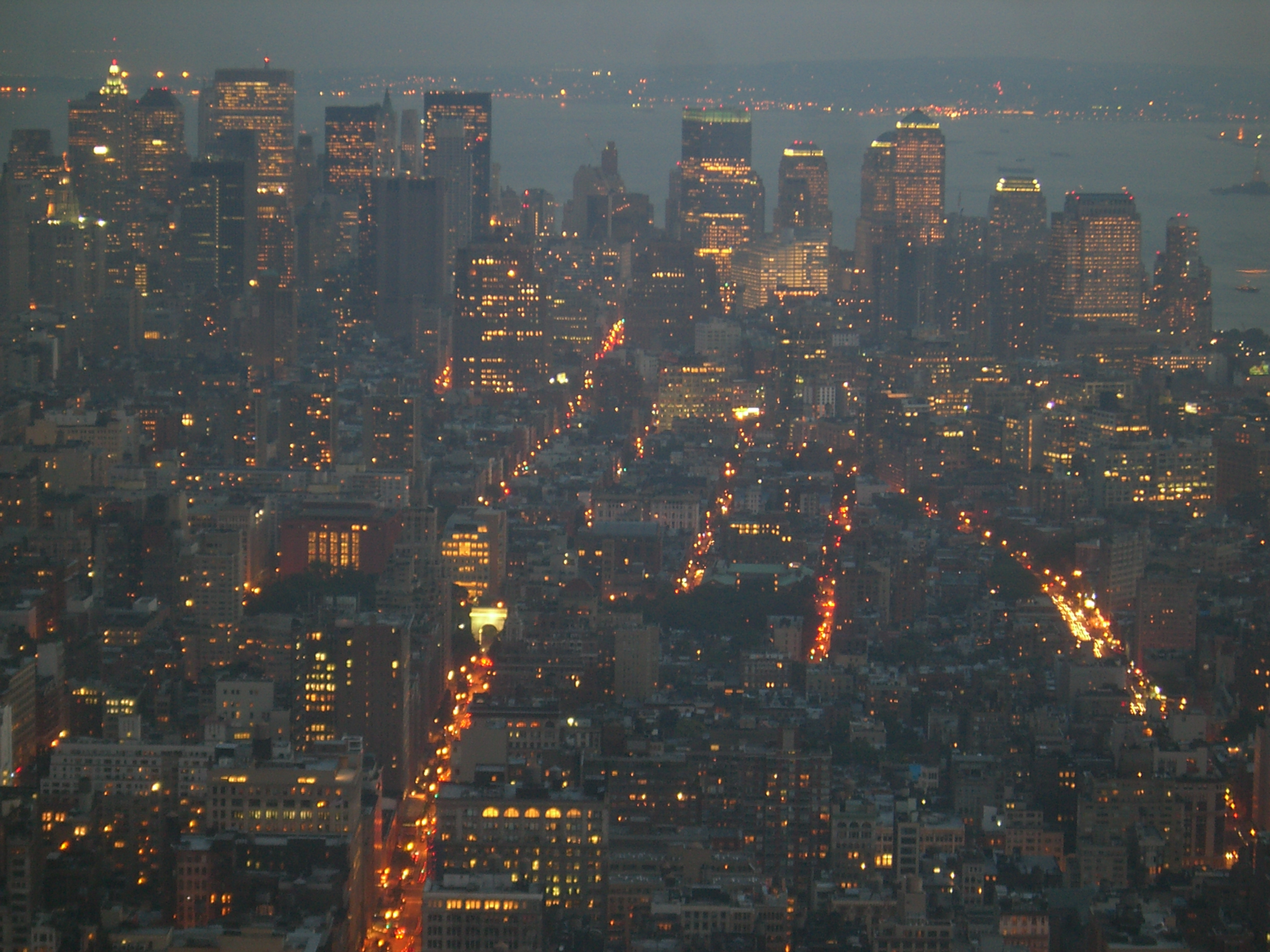
Pohled z Empire State Building